# Buprestis lineata
Buprestis lineata är en skalbaggsart som beskrevs av Fabricius 1775. Buprestis lineata ingår i släktet Buprestis och familjen praktbaggar. Inga underarter finns listade i Catalogue of Life.